# John Tinniswood
John Alfred Tinniswood (* 26. August 1912 in Liverpool; † 25. November 2024 in Southport) war ein britischer Supercentenarian. Er war seit dem 29. Juni 2024 der älteste lebende Mann der Welt.

## Leben
John Tinniswood wuchs in Liverpool auf. Nach seinem Schulabschluss absolvierte er ab Ende der 1920er-Jahre eine Ausbildung zum Buchhalter. In diesem Beruf war er unter anderem bei der Royal Mail und bei Shell bis zu seiner Pensionierung im Jahr 1972 tätig. Im Zweiten Weltkrieg diente er kurzzeitig als Soldat. 1942 heiratete er und zog mit seiner Frau nach Southport, wo er bis zu seinem Tod lebte. Aus der Ehe ging eine Tochter hervor, Susan (* 1943). Seine Frau starb im Jahr 1986. Er hatte vier Enkelkinder und drei Urenkel.
Tinniswood lebte bis zu seinem 107. Lebensjahr in seiner eigenen Wohnung und wurde bis dahin von seinen Verwandten und einem Pflegedienst umsorgt. Ende 2019 zog er aufgrund dauerhafter Sehstörungen in eine Seniorenresidenz. Mit seinem 110. Geburtstag im August 2022 wurde er zum Supercentenarian. Nach dem Tod von Shi Ping am 29. Juni 2024 war Tinniswood der älteste lebende Mann weltweit.
John Tinniswood starb am 25. November 2024 im Alter von 112 Jahren und 91 Tagen (insgesamt 40.999 Tage). Der Brasilianer João Marinho Neto ist seit diesem Moment der älteste lebende Mann der Welt.